# Eurya malipoensis
Eurya malipoensis är en tvåhjärtbladig växtart som beskrevs av Hu Hsien-Hsu. Eurya malipoensis ingår i släktet Eurya och familjen Pentaphylacaceae. Inga underarter finns listade i Catalogue of Life.